# Istanbul Park
L'Istanbul Park (oficialment, en turc, Intercity İstanbul Park i antigament, İstanbul Otodrom) és un circuit de curses situat al districte de Tuzla, als afores d'Istanbul (Turquia). Es troba a la part asiàtica de la ciutat, en una zona de recent desenvolupament al costat del nou Aeroport Internacional Sabiha Gökçen, prop de la cruïlla de Kurtköy, a l'autopista que uneix Istanbul amb Ankara.
El circuit va acollir nou edicions del Gran Premi de Turquia de Fórmula 1 (celebrades entre el 2005 i el 2021), tres edicions del Gran Premi de Turquia de motociclisme (2005-2007) i una ronda del Campionat del Món de Superbike el 2013.

## Característiques

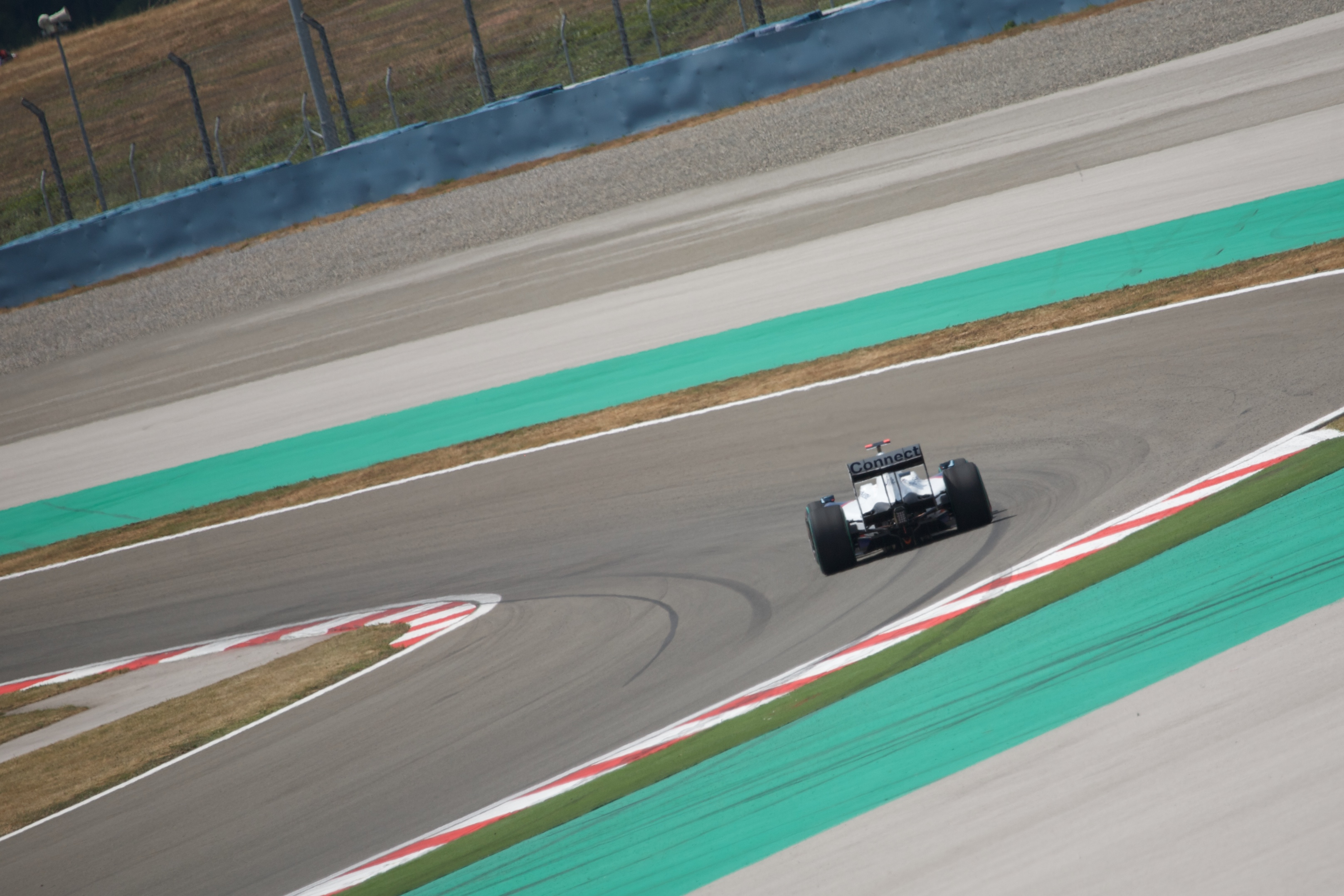
El famós revolt 8 d'Istanbul Park

L'Istanbul Park va ser dissenyat per Hermann Tilke, responsable també dels circuits de Sepang, Bahrain i Shanghai entre d'altres, però a diferència d'aquestes pistes, construïdes en terreny pla, la zona escollida a Istanbul és molt muntanyosa, cosa que garanteix diverses pujades i baixades i un recorregut més variat.
La pista té una longitud de 5,338 km, amb un total de catorze revolts (vuit a l'esquerra i sis a la dreta) i quatre rectes. Es recorre en sentit contrari a les busques del rellotge, una característica poc habitual en els circuits de Fórmula 1. La velocitat màxima que s'hi aconsegueix és d'uns 330 km/h, tot i que en general el circuit va resultar més lent del que s'esperava inicialment. Les principals dificultats es concentren en el llarg revolt 8, amb quatre vèrtexs.
El rècord absolut del circuit és d'1'22"868 i fou establert per Lewis Hamilton en un Mercedes durant la classificació per al Gran Premi de Turquia del 2021.

## Història

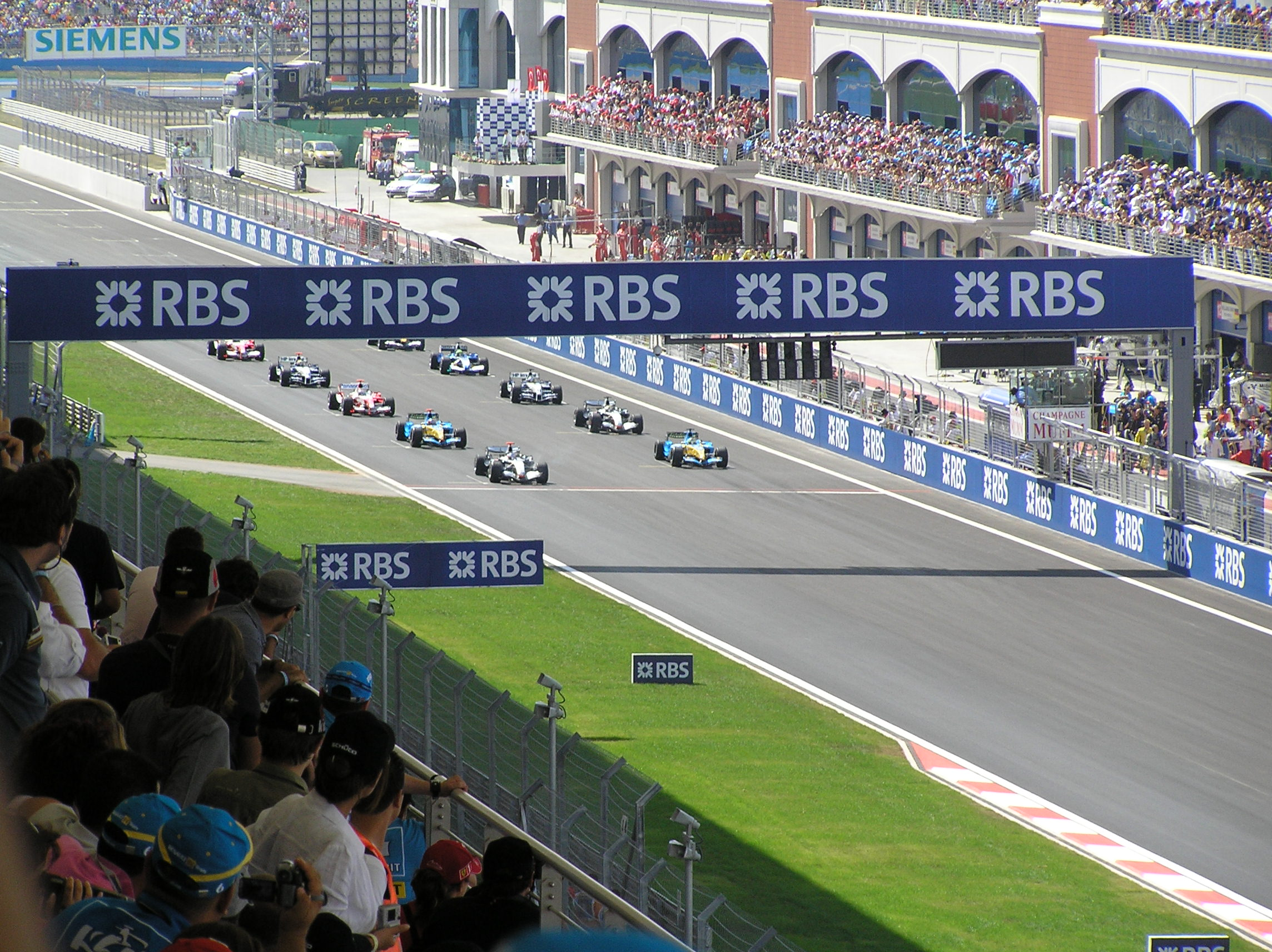
Graella del GP de Turquia del 2005

Les obres de construcció del circuit van començar el 2003 i es van acabar just abans de la cursa de Fórmula 1 del 2005, a temps per a l'homologació. El circuit es va inaugurar el 21 d'agost en ocasió del I Gran Premi de Turquia. El 2012, Istanbul va ser exclòs del campionat del món de Fórmula 1 i, en conseqüència, ni tan sols va sol·licitar a la FIA la renovació de la seva homologació de Grau 1.
El 2015, una empresa de lloguer local va comprar l'equipament i el va transformar en un concessionari de cotxes usats. El 2020, però, el circuit es tornà a incorporar al calendari de la FIA per tal de garantir un cert nombre de curses durant el campionat, condicionat per la pandèmia de COVID-19. També s'afegí al calendari el 2021 per tal de substituir el circuit de Montreal, seu del Gran Premi del Canadà que s'havia cancel·lat a causa de la pandèmia. Posteriorment, la cursa es va ajornar arran de les restriccions imposades pel Regne Unit als viatgers procedents de Turquia a causa de la pandèmia i va ser substituït pel Red Bull Ring, on es va afegir el Gran Premi d'Estíria del 2021. Tanmateix, el mes següent el circuit es va reintroduir al calendari com a substitut del Marina Bay Street Circuit, seu del Gran Premi de Singapur, que també va ser cancel·lat a causa de la pandèmia.